# اوا کووبوکوفسکا
اوا کووبوکوفسکا (لهستانی: Ewa Kłobukowska؛ زادهٔ ۱ اکتبر ۱۹۴۶) دونده اهل لهستان بوذ.
وی در مسابقات کشوری و بین‌المللی در مجموع برندهٔ ۳ مدال طلا، ۱ مدال نقره، ۱ مدال برنز شده‌است.